# Lerini Szent Vince
Lerini, Lérins-i vagy Lerinumi Szent Vince (latinul: Vincentius Lerinensis), (születésének helye és időpontja ismeretlen – Îles de Lérins, 445 körül) hitvalló, szerzetespap, egyházi író.

## Élete és tanítása
Születésének helye és időpontja, valamint származása ismeretlen. Felnőttként lépett Lerinum kolostorába, ahol pappá szentelték. Tanításában számba vette az összes a korában létező eretnekséget, s az igaz tanítás alapjának a hagyományt jelölte meg. A keresztény tanításon belül először foglalkozott a dogmafejlődés kérdésével. 
Peregrinus álnéven írta meg főművét, a Commonitorium-ot (magyar fordításban: Emlékeztető), melyben a katolikus hit elveivel, a hit és a hagyomány viszonyával foglalkozik. Véleménye szerint azt kell a keresztény tanításban elfogadni, amit mindenki, mindenütt és mindenkor igazságnak fogadott el és hitt a keresztény egyházon belül. Bár ez alapján a hitet rendkívül statikusnak lehet tekinteni, mégis tanította, hogy a hit fejlődik és gyarapszik, mind az egyéni életben, mind az Egyház történelme során. Noha nem nevezi meg egyetlen művében sem, mégis Hippói Szent Ágostont tekinti fő eszmei ellenfelének, különösen az ágostoni kegyelemtannal kapcsolatban, melyet újításnak tekintett.

## Művei magyarul
- Lirinumi Szent Vintzének az eretnekségnek újításáról írtt emlékeztető könyve; ford. Alaxay József Tamás; Schauff Ny., Pozsony, 1793
- Lerinumi Szent Vince: Az igaz hit védelmében; Kivonatok Szent Ágoston műveiből (ford. Csizmár Oszkár, Ókeresztény örökségünk 16.), Jel Kiadó, 2011, ISBN 9786155147111, 248 p.

## Fordítás
- Ez a szócikk részben vagy egészben  a   Vincent of Lérins című angol Wikipédia-szócikk fordításán alapul.  Az eredeti cikk szerkesztőit annak laptörténete sorolja fel. Ez a jelzés csupán a megfogalmazás eredetét és a szerzői jogokat jelzi, nem szolgál a cikkben szereplő információk forrásmegjelöléseként.